# K-1 PREMIUM 2005 Dynamite!!
K-1 PREMIUM 2005 Dynamite!!（ケイワン プレミアム にせんご ダイナマイト）は、日本の格闘技イベント「K-1 PREMIUM Dynamite!!」の大会の一つ。2005年（平成17年）12月31日、大阪府大阪市の大阪ドームで開催された。

## 大会概要
第3試合の中尾芳広対ヒース・ヒーリングは試合開始直前、両者が中央に歩み寄った際に、中尾がヒーリングにキスを行い、これに腹を立てたヒーリングは、試合開始前であるにもかかわらず中尾を殴ってしまい、中尾は失神、試合が不可能となった。これにより、当初の試合結果は「ヒーリングの判定負け、相手を侮辱した中尾にペナルティ」とされた。後にヒーリング側の抗議を受け、2006年2月6日に「両選手の反則により、ノーコンテスト」と裁定変更された。

## テレビ放送について
2003年の第1回から3年続けて、TBS・JNN系列の放送となったが、視聴率では「PRIDE 男祭り 2005」が17.0%（20:00 - 23:00台）に対し14.8%と敗れた。その前の「第47回日本レコード大賞」も視聴率が10.0%と歴代最低視聴率を更新したことも影響した。そのため、2006年度の年末年始編成では「レコ大」を12月30日に移行し、「Dynamite!!」の放送時間枠が拡大されている。

## 試合結果
第1試合 HERO'Sルール 5分3R
○  大山峻護 vs.  ピーター・アーツ ×
1R 0:30 ヒールホールド
第2試合 HERO'Sルール 5分3R
○  ジェロム・レ・バンナ vs.  アラン・カラエフ ×
2R 1:14 KO（左ミドルキック）
第3試合 HERO'Sルール 5分3R
－  中尾芳広 vs.  ヒース・ヒーリング －
ノーコンテスト（両者の反則）
第4試合 HERO'Sルール 75kg契約 5分2R延長1R
○  永田克彦 vs.  レミギウス・モリカビュチス ×
2R終了 判定3-0（20-18、20-18、20-18）
第5試合 K-1ルール 3分3R延長1R
○  レミー・ボンヤスキー vs.  ザ・プレデター ×
3R終了 判定2-1（30-29、28-29、30-29）
第6試合 K-1ルール 3分3R延長1R
○  武蔵 vs.  ボブ・サップ ×
3R終了 判定3-0（28-26、28-26、28-26）
第7試合 K-1ルール 72kg契約 3分3R延長1R
○  魔裟斗 vs.  大東旭 ×
2R 1:58 TKO（3ノックダウン：右ローキック）
第8試合 K-1ルール 3分3R延長1R
○  セーム・シュルト vs.  アーネスト・ホースト ×
2R 0:41 TKO（ドクターストップ：カット）
第9試合 HERO'Sルール 5分3R
○  ボビー・オロゴン vs.  曙 ×
3R終了 判定3-0（30-29、30-29、30-29）
第10試合 HERO'S特別ルール 10分2R
△  ホイス・グレイシー vs.  所英男 △
2R終了 時間切れ
第11試合 HERO'Sミドル級世界最強王者決定トーナメント 決勝戦 5分3R
○  山本"KID"徳郁 vs.  須藤元気 ×
1R 4:39 KO（右フック→パウンド）
※山本がトーナメント優勝

## テレビゲーム
ディースリー・パブリッシャーより、SIMPLE2000シリーズ UltimateとしてPlayStation 2向けテレビゲームが発売されている。
K-1ルール、MIXED MATIAL ARTSルール、MIXルール3種類の試合が可能で、ラウンド数や試合時間、4点ポジションからの打撃の有無などの詳細なルールが設定可能となっている。また、谷川貞治の解説を収録している。

### 収録選手
- 武蔵
- ピーター・アーツ
- アレクセイ・イグナショフ
- フランシスコ・フィリォ
- ジェロム・レ・バンナ
- ボブ・サップ
- 曙
- アーネスト・ホースト
- レイ・セフォー
- ドン・フライ
- ゲーリー・グッドリッジ
- サム・グレコ
- 須藤元気
- 藤田和之
- 角田信朗
- 高山善廣
- バタービーン
- 天田ヒロミ
- 魔裟斗
- 中邑真輔
- 中西学
- ジョシュ・バーネット
- 山本“KID”徳郁
- 秋山成勲
- 宇野薫